# UTC−11
UTC-11 — тринадцятий часовий пояс, центральним меридіаном якого є 165 зх. д. Час доби в цьому поясі збігається з часом поясу UTC+13, однак зрушений на одну добу назад. Час тут на одинадцять годин відстає від всесвітнього та на тринадцять - від київського.
Географічні межі поясу:
- східна - 157°30' зх. д.
- західна - 142°30' зх. д.

Між цими меридіанами розташовані такі території: захід Аляски, Гавайські острови, Західна Полінезія (острови Самоа, Кука)
У навігації позначається літерою Х (часова зона Ікс-Рей)

## Часові зони в межах UTC-11
- Самоанський час
- Самоанський стандартний час
- Ніуе час

## Використання

### Протягом усього року
- Нова Зеландія
  -  Ніуе
- США - част.:
  -  Американське Самоа
  -  Мідвей (атол)
  - Джонсон
  - Кінґсмен
  - Пальміра

### З переходом на літній час
відсутні території, які переходять на літній час

### Як літній час
Зараз не використовується

## Історія використання
Додатково UTC-11 використовувався:

### Як стандартний час
- Кірибаті
  - Острови Фенікс
- Самоа (до 29 грудня 2011)
- США - част.:
  - Аляска - част.:
    - Території на захід від 157°30' зх. д.

### Як літній час
Ніколи не використовувався